# Gunpoint (jeu vidéo)
Pour les articles homonymes, voir Gunpoint.
Gunpoint est un jeu vidéo indépendant développé, édité, et conçu par Tom Francis. Il est sorti le 3 juin 2013 sur PC (Microsoft Windows, Linux, Mac OS),.
Il s'agit d'un jeu d'infiltration de réflexion.

## Système de jeu
Le jeu se passe dans des niveaux en deux dimensions qui représentent des bâtiments, vus en coupe. Le but est généralement d'atteindre une salle précise où se trouve un ordinateur à hacker, ou un autre objectif qui dépend de la mission.
Des obstacles se trouvent sur la route du joueur, principalement des gardes armés qui tirent à vue et qui tuent le personnage joué d'un seul coup, et des portes qui ne peuvent être ouverts que par ceux-ci, via un scanner,.
Le personnage joué a la capacité de sauter relativement haut, tout en ne subissant aucun dommage en cas de chute, même violente. Il peut utiliser ces sauts pour bondir sur un garde et les mettre hors d'état de nuire.
Il possède également le Crosslink, un gadget capable de connecter des objets par des circuits électroniques, et ce à distance. Par exemple, il peut relier un interrupteur à une porte de manière qu'elle puisse être ouverte par une simple pression sur celui-ci.

## Développement
Gunpoint a été conçu par le britannique Tom Francis, au sein du studio de développement Suspicious Developments dont il est le seul membre,. Il était journaliste pour PC Gamer pendant les trois ans qu'il a passé à le développer, ce qu'il ne faisait que pendant ses week-ends.

## Accueil

### Critique
Gunpoint a reçu une note agrégée de 83 % par Metacritic.

### Ventes
Selon Steam Spy, le jeu est possédé par 680 000 (+- 18 000) utilisateurs Steam à la date du 20 décembre 2015. Il a été joué par 48 000 (+- 15 000) d'entre eux, pendant une durée moyenne de 3h36 et une durée médiane de 2h43.